# Бурако
12°23′33″ ю. ш. 13°33′13″ в. д.
Бурако (порт. Estádio do Buraco) — футбольный стадион, располагающийся в ангольском городе Лобиту, в провинции Бенгела.
Стадион вмещает до 15 тысяч человек, на нём проводятся игры Чемпионата Анголы по футболу.

## История
Стадион Бурако был построен в 1970-х годах в Байрру-Санта-Крус.
В 1999 году на этом стадионе «Академика» потерпела домашнее поражение от «Атлетику Авиасан» со счетом 1:2, в результате чего «Академика» в том году опустилась на второе место в турнирной таблице Жираболы.
3 апреля 2003 года стадион был местом поражения «Академики» футбольному клубу «ТП Мазембе» из Демократической Республики Конго со счётом 2:3.
В 2004 году «Академика» проводила свои домашние матчи на «Эстадио Команданте Фрагосо де Матос», принадлежащем «Униан да Катумбела» в соседнем городе Катумбела, после запрета на строительство глиняных футбольных стадионов, изданного Ангольской федерацией футбола.
В 2007 году, после семилетнего перерыва, стадион был вновь открыт с укладкой нового газона.
Поле размером 110×68 м подверглось серьёзной модернизации после Кубка Африканских Наций 2010 года, который принимала Ангола, с установкой нового ограждения, четырёх комплектов светодиодных светильников, новых стоек ворот и натуральной травы, привезенной из Великобритании. Теперь здесь также есть три новые раздевалки. В то время это была тренировочная база для сборной Марокко по футболу.